# Paris (botânica)
- Commons
- Wikispecies

Paris L. é um género botânico pertencente à família Melanthiaceae.

## Espécies
| - Paris chinensis - Paris delavayi - Paris hexaphylla - Paris involucratum - Paris japonica - Paris lanceolata | - Paris luquanensis - Paris marmorata - Paris quadrifolia - Paris polyphylla - Paris tetraphylla - Paris verticillata |

- Lista completa

## Classificação do gênero
| Sistema | Classificação                      | Referência               |
| ------- | ---------------------------------- | ------------------------ |
| Linné   | Classe Octandria, ordem Tetragynia | Species plantarum (1753) |